# Камська ГЕС
Камська гідроелектростанція (КамГЕС) розташована на річці Кама в Пермському краї, у місті Перм. Входить до складу Волзько-Камського каскаду ГЕС.

## Загальні відомості
Будівництво ГЕС почалося в 1949 році, закінчилося в 1958 році. ГЕС є русловою, з поєднаним з греблею будівлею ГЕС.
Склад споруд ГЕС:
- залізобетонна водозливна гребля, поєднана з будівлею ГЕС;
- руслова і заплавна намивні дамби довжиною 650 м і 1166 м відповідно, максимальною висотою 35 м;
- двонитковий шестикамерний судноплавний-лісосплавний шлюз.

Греблею ГЕС прокладена автострада.
Потужність ГЕС — 552 МВт (спочатку 483 МВт). Середньорічне вироблення — 1710 млн кВт•год. У будівлі ГЕС встановлено 23 поворотно-лопаткових гідроагрегати потужністю по 24 МВт, що працюють при робочому натиску 15 м. Також на станції був встановлений експериментальний горизонтальний гідроагрегат, проте у 1992 році, він був демонтований. Обладнання станції застаріло і поступово замінюється, при цьому потужність гідроагрегатів збільшується. Підпірні споруди ГЕС (довжина напірного фронту 2,5 км) утворюють велике Камське водосховище.
Камська ГЕС призначена для покриття пікової частини графіка навантаження в ЄЕС Росії. Входячи в Волзько-Камський каскад ГЕС, Камська ГЕС також має велике значення у регулюванні частоти на всій Європейській частині країни.
ГЕС спроєктована інститутом «Гідропроєкт».
У 2008 році, Камська ГЕС увійшла до складу ВАТ «РусГідро» як філія.

### Показники діяльності
| 2006    | 2007  | 2008    | 2009    | 2010  | 2011  | 2012  | 2013  | 2014  | 2015  |
| ------- | ----- | ------- | ------- | ----- | ----- | ----- | ----- | ----- | ----- |
| 1 806,1 | 2 212 | 2 264,7 | 2 099,6 | 1 644 | 1 721 | 1 947 | 1 985 | 1 998 | 2 464 |

## Історія будівництва та експлуатації
Перший проєкт будівництва гідроелектростанції на Камі було розроблено ще в 1930-ті роки. Але реалізований він тоді не був. Підготовчі роботи з будівництва ГЕС були перервані війною. Після війни проєкт було перероблено. Унікальність проєкту полягає в поєднанні водоскидних греблі й будівлі ГЕС. Це дозволило не тільки уникнути небезпеки розмиву ґрунтовими водами підмурівка мосту, а й значно зменшити вартість всього проєкту. Попри незвичайність проєкту, станція вийшла надійною, але складною в експлуатації. Для проведення ремонтних робіт на гідроагрегатах станції подібної конструкції необхідно розкривати водозлив і проводити додаткові бетонні роботи. Тому від фахівців станції потрібно найвищий рівень професіоналізму і надійності в роботі. Будівництво ГЕС почалося в 1949 році.
18 вересня 1954 року в урочистій обстановці був проведений пуск першого гідроагрегату. Повністю Камська ГЕС була здана в 1958 році. У 1964 році, Камська ГЕС була прийнята Державною комісією.
З 1997 року на ГЕС виконується реконструкція обладнання, з 2003 року — заміна гідротурбін. Згідно з планами електростанції, підприємство має замінити близько 80-90% обладнання до 2015 року. Постачальником нових гідротурбін є українське підприємство «Турбоатом». Згідно з Генеральною схемою розміщення об'єктів електроенергетики до 2020 року, до 2015 року всі турбіни станції повинні бути замінені на нові, крім того, має бути встановлений ще один, 24-й гідроагрегат. Потужність станції після реконструкції повинна скласти 555 МВт. В результаті реконструкції, потужність станції поступово зростає:
- У 2003 році проведено перемаркування трьох гідроагрегатів, потужність станції становить 492 МВт[7];
- З 1 березня 2005 року, після перемаркування трьох інших гідроагрегатів, потужність станції становить 501 МВт[8];
- З грудня 2006 року, після перемаркування чергових трьох гідроагрегатів, потужність станції становить 510 МВт[9].
- З 1 вересня 2008 року, після перемаркування двох гідроагрегатів (станційні номери 14 і 20) потужність ГЕС збільшилася до 516 МВт[10].
- З 1 січня 2009 року після перемаркування гідроагрегата зі станційним номером 12 потужність ГЕС становить 519 МВт[11].